# La Bella
La Bella ist ein Frauenportrait von Tizian im Palazzo Pitti in Florenz. Die dargestellte Person repräsentiert das damalige Schönheitsideal in Perfektion, gleichzeitig entspricht der strenge Bildaufbau Tizians Realporträts. Die Fertigstellung ist durch einen Brief als „Dame im blauen Kleid“ mit Mai 1536 datierbar.

## Beschreibung
Dargestellt ist eine junge Schönheit in einem blauen Kleid mit Dekolleté und reichen Goldverzierungen vor einem dunklen Hintergrund. Mit der linken Hand deutet sie auf einen Flohpelz. Die Frau entspricht allen Schönheitsidealen der Zeit mit evtl. der einzigen Ausnahme „nur“ mittelblonde Haare. Gleichzeitig entsprechen der steife Aufbau als Kniestück bzw. drei-Viertel-Figur und die reiche Kleidung Tizians höfischem Porträtaufbau der 1530er Jahre.
Der Kopf zeigt diverse Ähnlichkeiten mit drei erotisierten Bildern Tizians aus der gleichen Zeit, wobei es offen bleibt, ob es sich um dieselbe Person, Modell oder nur Schönheitsideal handelt:
- Mädchen im Pelz, ca. 1536, Kunsthistorisches Museum in Wien[1]
- Mädchen mit Federhut, ca. 1536, Eremitage in Sankt Petersburg[2]
- Venus von Urbino, ca. 1538, Uffizien in Florenz[3]

## Geschichte
Das Bild gelangte 1631 mit der Erbschaft Vittoria della Rovere nach Florenz. In der Sammlung della Rovere ist es erstmals im Inventar Palazzo Ducale Pesaro in 1623/24 dokumentiert. Aufgrund dieser Provenienz wird es mit „dieses Portrait dieser Dame im blauen Kleid“ in einem Brief von Francesco Maria I. della Rovere an seinen Agenten in Venedig vom 2. Mai 1536 identifiziert.

### „Dame im blauen Kleid“ (Brief)
„Sagen Sie Tizian, dass wir uns in der Tat nichts besseres vorstellen können für unsere Frau Herzogin [seine Ehefrau Eleonora Gonzaga], als das, was wir besprochen haben; das ist eine Wiederauferstehung, von der wir sicher sind, dass sie ihr gefallen wird, und dass er deshalb seinen Geist und Gedanken in dieses Werk stecken soll, und auch an die anderen Dinge denken soll; und zu diesem Porträt von dieser Dame im blauen Kleid wünschen wir, dass er es fertigstellt schön mit allem und auch dem Timpano [Schutzdeckel], weil wir an ihm sehen können, wie die weiteren werden.“
„Direte al Titiano, che noi in effetto non sappiamo pensar‘ meglio per la signora Duchessa nostra [seine Ehefrau Eleonora Gonzaga], di quello che si è ragionato, cioè de una Resurectione, della qual‘ siam‘ certi che si contentarà, et che però metti pur‘ L‘animo e il pensier‘ suo a quest, et che attenda a quel‘altre cose, et che quel retratto di quella Donna che ha la veste azurra desideriamo che la finisca bella circa il tutto e con il timpano, perché da questo possiam‘ vedere, come siano per riuscir‘ gli altri.“

### Interpretationen
Gemäß allgemeiner Interpretation hatte della Rovere besagtes Porträt bei einem Besuch in Tizians Atelier gesehen, als dieses fast fertig war. Er beauftragte Tizian mit weiteren Aufträgen, die scheinbar mit diesem fremden Auftrag verwandt sind. Aufgrund Ähnlichkeiten (sowie weiteren Briefen und Röntgenaufnahmen) sollten („die weiteren“/„gli altri“) Tizians Mädchen im Pelz, Mädchen mit Federhut und Venus von Urbino sein.
Von Moritz Thausing wurde La Bella trotz des jugendlichen Alters als Porträt von della Roveres Ehefrau Eleonora Gonzaga interpretiert. Diese Interpretation wird heutzutage abgelehnt, da die anonyme Beschreibung „diese Dame im blauen Kleid“ nicht mit seiner Ehefrau zu erklären ist.

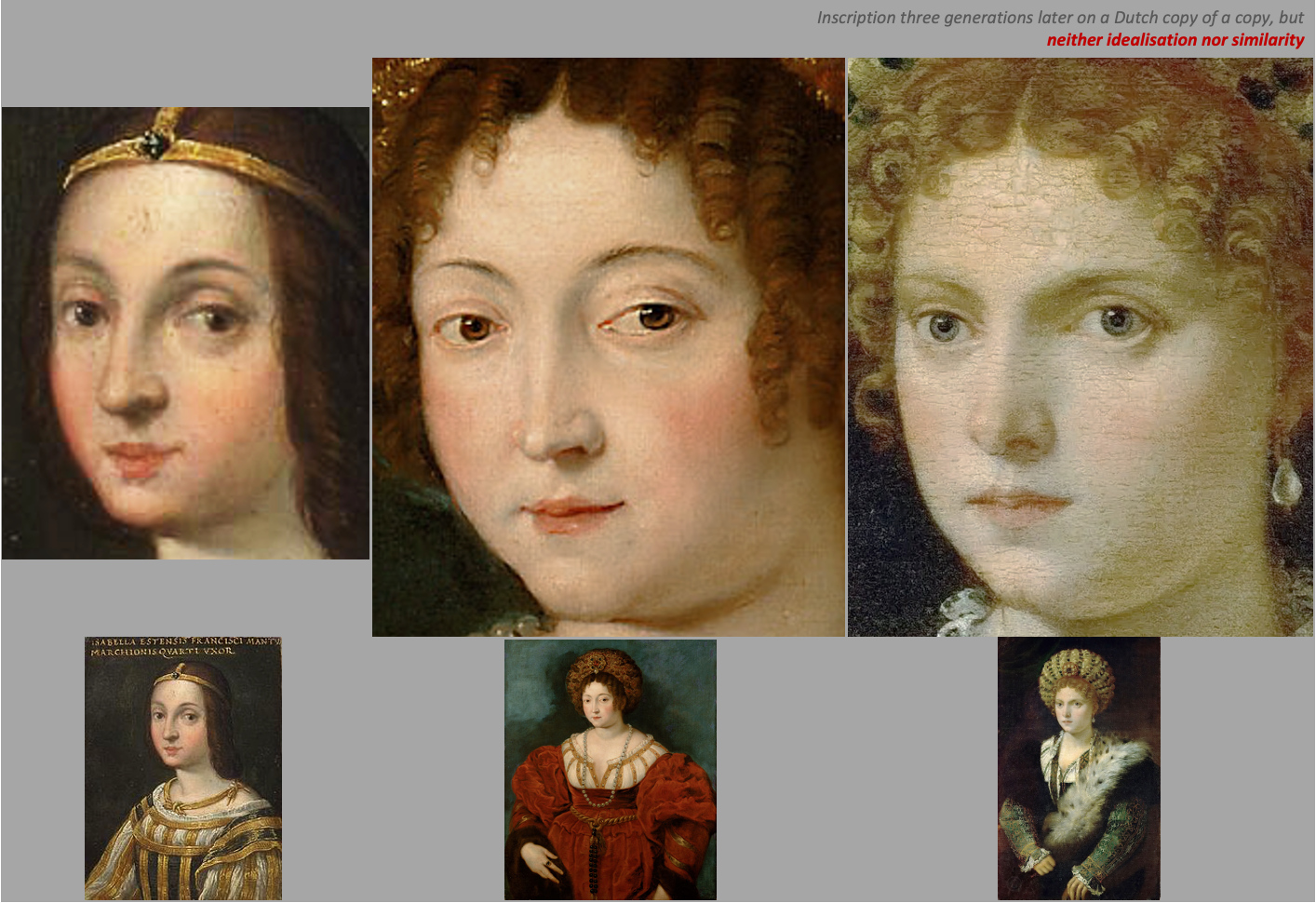
Die drei farbigen Porträts Isabella d’Este im KHM Wien — vielleicht inklusive Verwechslung?

Von Leandro Ozzola wurde La Bella als Isabella d’Este veröffentlicht, die die Mutter von della Roveres Ehefrau Eleonora ist (bzw. seine Schwiegermutter). Im passenden Zeitraum bzw. 1534–36 ist von Isabella d’Este ein Auftrag an Tizian für ein verjüngende Idealporträt nach einer Vorlage von Francesco Francia 1511 dokumentiert. La Bella würde als Idealschönheit (mit mittelblondem Haar) dem Auftrag entsprechen, das Datum des Erhalts in Mantua (mit großem Lob seitens Isabella) vier Wochen nach besagtem Brief würde passen und auch die anonyme Beschreibung an seinen Agenten würde durch die Verjüngung seiner über 60-jährigen Schwiegermutter erklärt. Der Auftrag einer „Wiederauferstehung“/„Resurrectione“ (für seine Ehefrau) wird in diesem Falle als analoge Verjüngung seiner Ehefrau interpretierbar. Weitere Verjüngungen/Idealisierungen („Resurectione“ und „gli altri“) wären damit auch in Mädchen im Pelz, Mädchen mit Federhut und Venus von Urbino vorstellbar. Hierauf weisen Röntgenaufnahmen hin, die z. B. für Mädchen im Pelz sowohl Untermalungen mit La Bella als auch Tizians Porträt Eleonora Gonzaga (ca. 1537, Uffizi) zeigen.
Allerdings wird Isabellas verjüngender Auftrag an Tizian von dem Porträt Isabella in Schwarz im Kunsthistorisches Museum Wien beansprucht, welches (außerhalb der Wiener Museumsdokumentation) als unsicher gilt. Die eventuelle Interpretation La Bella hängt damit von der Diskussion Isabella in Schwarz und Was ist Idealisierung? ab, da mit der Benennung des Wiener Bildes weder dem Schönheitsideal entsprochen noch Personenmerkmale anderer Porträts Isabella d’Este im selben Museum beibehalten würden.
Weitere Interpretationsversuche von La Bella als Pin-up oder Kurtisane scheitern an dem strengen Portraitaufbau. Und gegen die noble Abstammung spricht eigentlich allein der Umstand, dass Tizian ihr Äußeres in weiteren Gemälden verwendete, in denen sie zunehmend erotisch dargestellt wurde.

## Nachweise
1. ↑  Mädchen im Pelz, Tizian, Museumsdatenbank KHM (07.05.2022).
2. ↑  Mädchen mit Federhut, Tizian, Museumsdatenbank Ermitage (07.05.2022).
3. ↑  Venere di Urbino, Tizian, Museumsdatenbank Uffizien (07.05.2022).
4. ↑  Ciatti/Navarro/Riitano 2011, S. 41.
5. ↑  Leandro Ozzola, Isabella d'Este e Tiziano, in Bollettino d'arte, 1931, p. 491-494 Download: Archivierte Kopie (Memento des Originals vom 4. März 2016 im Internet Archive)  Info: Der Archivlink wurde automatisch eingesetzt und noch nicht geprüft. Bitte prüfe Original- und Archivlink gemäß Anleitung und entferne dann diesen Hinweis.
6. ↑  „Unser Porträt aus der Hand Tizians [die Verjüngung basierend auf Francias 25 Jahre älterem Vorbild] gefällt uns so gut, dass wir zweifeln, die Schönheit gehabt zu haben, die repräsentiert wird.“ / „Il ritratto nostro di man di Titiano ne piace di sorte che dubitiamo di non esser stata in quell'etade ch'egli rappresenta di quella beltà che in sè contiene.“ Brief Isabella d’Este vom 29. Mai 1536, siehe Alessandro Luzio, Alessandro: Arte Retrospettiva: I ritratti d’Isabella d’Este in: Emporium Vol. XI, n. 66, 1900, S. 432 online-Bibliothek Emporium (07.05.2022).
7. ↑  Ritratto di Eleonora Gonzaga, Tizian, Abbildung Museumsdatenbank Uffizien (07.05.2022).
8. ↑  Ciatti/Navarro/Riitano 2011, S. 63–70.
9. ↑  Zitat aus Ferino-Pagden 2021, S. 167